# Liste des conseillers régionaux de la Haute-Marne
 (avril 2019).
La Haute-Marne compte 7 conseillers régionaux sur les 49 élus qui composent l'assemblée du conseil régional de Champagne-Ardenne, issue des élections des 14 et 21 mars 2010.
Composition par ordre décroissant du nombre d'élus :
- Europe Écologie : 1 élue
- UMP : 2 élus
- PS : 3 élus
- PCF : 1 élu

| Identité             | Étiquette      | Groupe                    | Autres mandats/fonctions |
| -------------------- | -------------- | ------------------------- | ------------------------ |
| Patricia Andriot     | EÉ             | PS - PC - Europe Écologie |                          |
| Jean-Jacques Bayer   | UMP            | UMP - NC- DVD             | Maire de Montier-en-Der  |
| Jean-Claude Dammerey | PCF            | PS - PC - Europe Écologie |                          |
| Roland Daverdon      | PS             | PS - PC - Europe Écologie |                          |
| Sophie Delong        | UMP            | UMP - NC- DVD             | Députée de Haute-Marne   |
| Martine Legay        | PS             | PS - PC - Europe Écologie |                          |
| Michel Perrin        | Front national | Front National            |                          |